# 约翰·福赛思
约翰·福赛思（英語：John Forsyth，1780年10月22日—1841年10月21日），美国政治家，曾任佐治亚州州长（1827年-1829年）和美国国务卿（1834年-1841年）。
| 前任： 路易斯·麦克莱恩 | 美国国务卿 1834年-1841年   | 繼任： 丹尼尔·韦伯斯特      |
| 前任： 乔治·特鲁普     | 佐治亚州州长 1827年-1829年 | 繼任： 乔治·罗金厄姆·吉尔默 |